# Mariengrotte Freiburg-Littenweiler

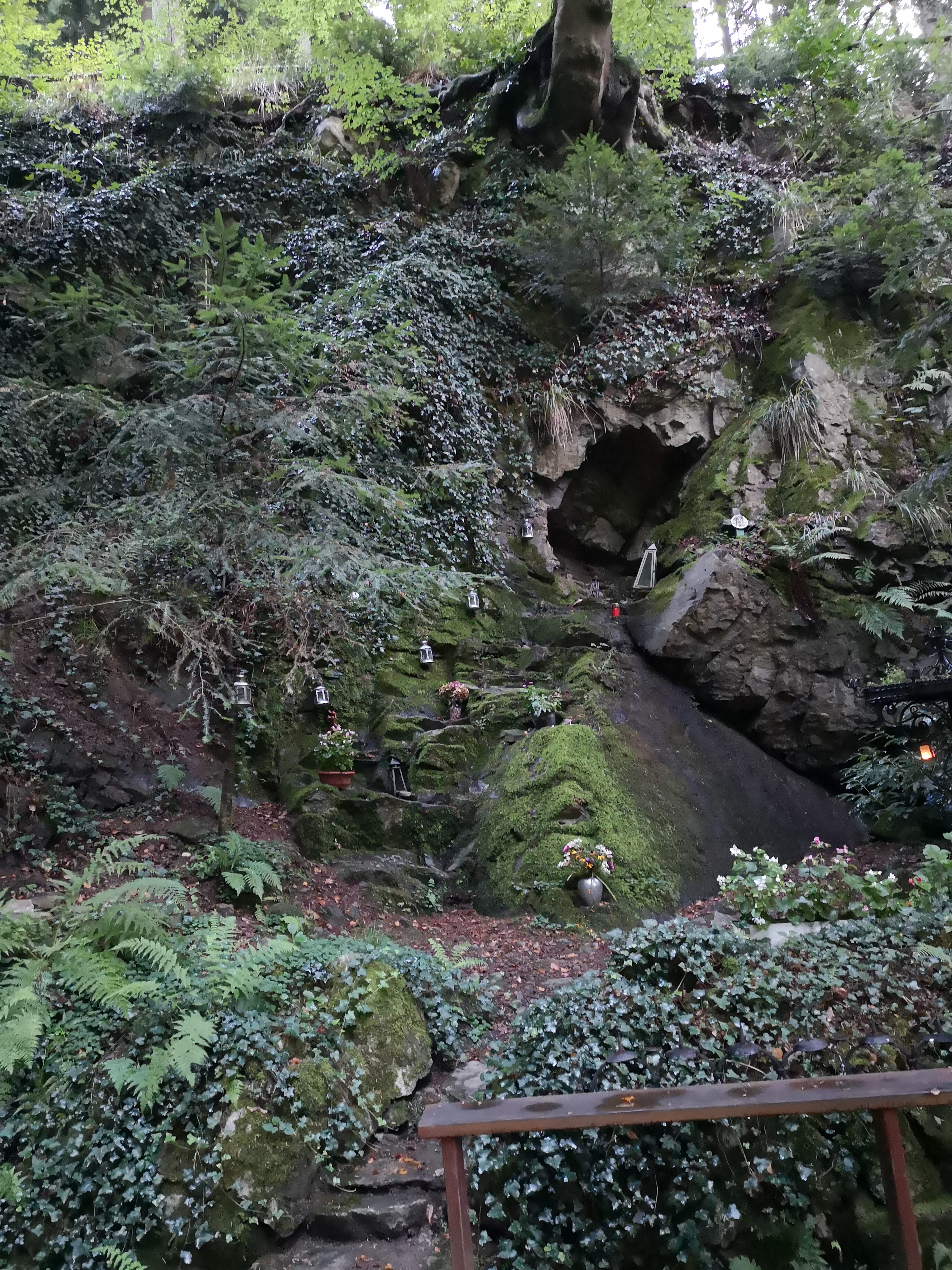
Mariengrotte Freiburg-Littenweiler im August 2018

Die Mariengrotte Freiburg-Littenweiler liegt in Freiburg im Breisgau im Stadtteil Littenweiler und wurde 1934 eingeweiht. Sie gehört zur Pfarrgemeinde St. Barbara. In der Pfarrgemeinde wird sie als Lourdesgrotte bezeichnet. Sie bestand bis Ende aus der Marienstatue und einer aus dem Stein austretenden Quelle.

## Lage
Die Mariengrotte liegt in einem ehemaligen Steinbruch des Hochrütte Dobels und ist nur zu Fuß zu erreichen. Sie liegt ausgehend vom Parkplatz am Ende der Sonnenbergstraße, am Wanderweg Richtung Kappel Hörchersberg nach ca. 500 Meter auf der rechten Seite des Waldweges.

## Geschichte
Errichtet wurde die Grotte von der ortsansässigen Pfarrjugend unter der Leitung von Präfekt Alfons Schlicht in einem ehemaligen Steinbruch im Freiburger Schwarzwald. Der Anlass war die Stiftung einer Dame, die unbekannt bleiben wollte, mit dem Auftrag an einem Platz, an dem gebetet wird, eine Lourdes-Muttergottes auszustellen. So wurde der Steinbruch umgestaltet und der Grotte in Lourdes mit Quelle nachempfunden.
Die 174 cm große kniende Marienstatue wurde vom Littenweiler Holzbildhauer Magnis Seeger aus Ahorn geschnitzt und von Wilhelm Schäfer bemalt. Am 14. Oktober 1934 wurde die Mariengrotte offiziell eingeweiht. Neben der Marienstatue findet man die Figurier Knieenden Bernadette Soubirous, der Maria 1858 in Lourdes erschienen sein soll. Im Jahre 1942 wurde die bisherige Marienstatue durch einen Betonabguss ersetzt. 2014 renovierten Pfadfinder im Zuge eines sozialen Projektes die Gedenkstätte. Die regelmäßige Pflege wird von Privatpersonen bewerkstelligt. Vor einiger Zeit wurde die Marienstatue, aus nicht öffentlich genannten Gründen, entfernt.